# Cassandra Cain
Pour les articles homonymes, voir Cain (homonymie).
Cassandra Cain est un personnage de fiction créé par Kelley Puckett et Damion Scott dans Batman #567 en 1999.

## Biographie du personnage

### AvantRebirth
À la suite de l'échec d'Helena Bertinelli, Cassandra Cain a repris le flambeau. Cassandra est la fille de Lady Shiva et du maître assassin David Cain. Elle a été élevée par son père qui désirait faire d'elle l'assassin ultime. Cet entrainement axé sur le décryptage des attitudes corporelles et les arts martiaux la rend muette. Elle quitte son père et rejoint Oracle. Elle s'illustre en protégeant le commissaire Gordon des balles de son père, à la suite de quoi elle devient la nouvelle Batgirl. Elle récupère l'usage de la parole après un entrainement difficile. Cassandra Cain abandonne le costume de Batgirl après un troisième combat contre sa mère, Lady Shiva.
Après l'usurpation de l'identité de Batgirl par Charlotte Gage-Radcliffe, Cassandra Cain reprend son costume. À la suite de la mort apparente de Batman, Cassandra abandonnera l'identité de la Batgirl et donnera son costume à Stéphanie Brown.

### Renaissance (The New 52)

#### Batman & Robin Eternal
Cassandra Cain a été élevée par David Cain dans un sous-sol étroit et lugubre jusqu'à ce que Batman la trouve et la prenne sous son aile. Il lui confie alors pour mission de retrouver Dick Grayson pour lui remettre une clé USB avec toutes les informations sur un ennemi sensible : Mother. Finalement capturée avec Harper Row, cette dernière apprend que Cassandra est responsable de la mort de sa mère, permettant ainsi à Mother d'influencer la volonté d'Harper. Cette dernière manipulera Harper pour qu'elle tue Cassandra, la considérant comme imparfaite et souhaitant la remplacer par Harper. Son plan échoue, mais les deux filles qui jusque là étaient amies se plongent dans une relation de totale indifférence. À la suite de cela, elle se fait appeler Orphan, comme l'était son père avant elle, et décide d'aider la Batfamily.

### Rebirth

#### Detective Comics
Cassandra, devenue Orphan, se retrouve dans l'équipe du Camp d'Entraînement, composée de Spoiler, Red Robin, Batman, Batwoman et Gueule d'argile.

## Description

### Physique
Cassandra est une jeune fille athlétique dû à l'entraînement prodigué par son père David Cain. Elle a les cheveux noirs de sa mère, lui tombant sur les épaules dans la plupart des Comics et des yeux marron reflétant une détermination sans failles.

### Personnalité
Elle est difficile à cerner, notamment par le fait qu'au début elle ne parle pas ou ne dit que de très rares mots comme "Meurs" ou "Maman". Pour autant, sa personnalité est complexe. Malgré son entraînement rude, elle souffrait chaque fois qu'elle tuait quelqu'un, ce qui lui a valu auprès de Mother le fait d'être traitée d'imparfaite lorsqu'elle a refusé de tuer les deux parents d'Harper Row, laissant le père de cette dernière en vie. On apprend qu'elle s'enfuyait de temps à autre de l'endroit où son père la gardait enfermée pour voir les autres enfants que Mother amenait à elle et qu'elle observait leurs comportements. Elle s'est rapidement dit qu'elle n'était pas comme les autres enfants, que son sort était particulier, et par la suite ça s'est confirmé. Élevée dans le secret par David Cain, elle était vouée à devenir le garde du corps personnel de Mother, sans que cette dernière n'en sache rien. Lorsqu'elle découvrit son existence, elle se vengea sur David Cain et de son côté Cassandra rejoignit la Batfamily. Ne sachant s'exprimer autrement qu'en se battant, c'est ainsi qu'elle rencontre les Robin, Dick Grayson, Jason Todd et Tim Drake.
Cassandra Cain est un personnage torturé par tous les meurtres qu'elle a perpétrés, dont certains pour le compte de Mother. Malgré ça, c'est une personne douce possédant une grande sensibilité. Elle aime beaucoup la danse classique, si bien que ses yeux pétillent lorsqu'elle assiste à un ballet. Elle a été adoptée par Bruce Wayne, devenant son second enfant aux yeux de la loi, après Tim Drake.

## Œuvres où le personnage apparaît

### Comics
- 1999 : Batman : No Man's Land
- 2000-2006 : Batgirl vol.1, #1-73
- 2007-2011 : Batman and the Outsiders vol. 2, #15
- 2008-2009 : Batgirl vol.2, #1-6
- 2014 : Batgirl: Futures End
- 2015-2016 : Batman and Robin Eternal

Detective Comics vol.1 suite (DC Rebirth) :
- 2017 : 1. La Colonie (Rise of the Batmen), contient Detective Comics vol.1 suite #934-#940
- 2017 : 2. Le Syndicat des Victimes (The Victim Syndicate), contient Detective Comics vol.1 suite #943-#949
- 2017 : 3. La Ligue des Ombres (League of Shadows), contient Detective Comics vol.1 suite #950-#956

### Cinéma
- Dans Birds of Prey (et la fantabuleuse histoire de Harley Quinn), un film réalisé par Cathy Yan et sorti en 2020, Cassandra est interprétée par la jeune actrice Ella Jay Basco. Toutefois, le personnage n'a rien à voir avec son homologue sur papier : ici, Cassandra est une jeune pickpocket, qui a dérobé un diamant inestimable au mafieux Black Mask. Il lance un contrat sur sa tête pour récupérer le diamant, et la jeune fille ne doit sa survie qu'à une alliance entre Renee Montoya, Black Canary et Huntress qui la protègent contre le criminel.